# Hanspeter Bellingrodt
Pour les articles homonymes, voir Bellingrodt.
Hanspeter Bellingrodt Wolf, né le 25 avril 1943 et mort le 10 mars 2024 à Barranquilla, est un tireur sportif colombien.

## Biographie
Hanspeter Billingrodt est le fils d'un père colombien et d'une mère allemande. Il a deux frères et une sœur.
Aux Jeux olympiques d'été de 1972 à Munich, Hanspeter Bellingrodt se classe quinzième en cible mobile à 50 mètres. Il est sacré champion du monde de tir par équipe en 1978 avec ses frères Helmut et Horst. Hanspeter Bellingrodt termine treizième de l'épreuve de cible mobile des Jeux olympiques d'été de 1976 se tenant à Montréal.

## liens externes
- Ressource relative au sport :   - Olympedia